# Abraham Keyser junior
Abraham Keyser junior (* 20. April 1784 im Schoharie County, New York; † 1873 in Albany, New York) war ein US-amerikanischer Politiker.

## Werdegang
Abraham Keyser junior, Sohn von Maria Margaretha Schaffer (* 1762) und Abraham Keyser (* um 1762), wurde im damaligen Bezirk von Schoharie im Albany County geboren, welcher nach der Schaffung des Schoharie County 1797 Teil der Town Middleburgh wurde, 1828 abgetrennt und heute Teil der Town Fulton ist. Über seine Jugendjahre ist nichts bekannt. Er heiratete 1800 Catharina Bauch. Das Paar bekam neun Kinder. Darunter war auch Peter Keyser (1800–1881), der über 30 Jahre lang als stellvertretender Treasurer of State und Chief Accountant and Transfer Clerk im Comptrollers Office tätig war.
Abraham Keyser junior war 1815 und 1819 Sheriff im Schoharie County. Während seiner Amtszeit wurde sein Hilfssheriff Huddleston durch John Van Alstine ermordet, der dafür 1819 hingerichtet wurde. Keyser trat bei der Hauptverhandlung vor Richter Ambrose Spencer als Zeuge auf. Er saß dann von 1820 bis 1822 für das Schoharie County in der New York State Assembly. Danach war er von 1824 bis 1825 und von 1826 bis 1838 Treasurer of State von New York.